# 天文台構内古墳
天文台構内古墳（てんもんだいこうないこふん）は、東京都三鷹市大沢の国立天文台三鷹キャンパス敷地内にある古墳。形状は上円下方墳。史跡指定はされていない。

## 古墳発見と発掘の経緯
天文台構内古墳は、江戸時代後期の地誌『新編武蔵風土記稿』と『武蔵名勝図会』の、多摩郡世田谷領大沢村の項に富士塚として記載されており、当時は富士塚として利用されていたことが明らかになっている。また当時は女人禁制で婦女子が登ることが禁じられており、その昔、甲府殿の鷹場の御立場として利用されたという言い伝えがあるとの記述もある。
このように天文台構内古墳は長い間古墳とはみなされていなかったが、1970年（昭和45年）、三鷹市の市史編纂委員会の手によって発掘が行われ、横穴式石室の存在が明らかになり古墳であることが判明した。ただし学界に発掘調査の成果が公表されず、古墳の存在も広く知られることがなかった。
1992年（平成4年）から1994年（平成6年）にかけて、東京都教育委員会が多摩地区の古墳について確認調査を実施し、その報告書の中で初めて天文台構内古墳の名が学会に知られるようになった。
2003年（平成15年）から開始された武蔵府中熊野神社古墳の発掘の結果、よく似た横穴式石室を持っている天文台構内古墳の注目度が高まったこともあって、天文台構内古墳は2004年（平成16年）度以降、継続して発掘調査・研究が行われている。
まず2004年12月、天文台構内古墳の墳丘測量調査が実施された。その後2006年（平成18年）2月には横穴式石室の全容調査を目的とした発掘調査が行われ、複室・胴張り形の石室であることが確認された。2006年11月の発掘調査では墳丘の状態と周濠について確認がなされた。
さらに2007年（平成19年）10月から11月にかけて墳丘や墳丘周囲の発掘調査が行われ、その結果2007年12月、天文台構内古墳は全国4例目の上円下方墳であることが判明した。ただし下方部に墳丘・葺石をほどこした武蔵府中熊野神社古墳と異なり、天文台構内古墳は円墳の周囲に方形の周濠がめぐっている形をしており、上円下方墳の類型の墳型として「方基円墳」という名称も提唱されている。
2008年（平成20年）8月、玄室内から7世紀第三四半期のものと見られる須恵器の壺と、土師器の坏が発見された。

## 古墳の立地
天文台構内古墳は武蔵野台地上にあり、古墳の北西から南東側には野川北岸沿いに河岸段丘である国分寺崖線がある。また古墳の東側には野川に注ぐ支流が刻んだ谷があり、天文台構内古墳は武蔵野台地の辺縁部に位置している。墳丘の南側には小さな谷があり、古墳全体としても南側がやや低くなっている。
三鷹市内の野川流域とその近隣には、出山横穴墓群など七群の横穴墓群があり、うち六群の横穴墓群は国分寺崖線に沿って造られている。天文台構内古墳東側にある谷沿いにも原横穴墓群があるなど、古墳周辺には数多くの横穴墓が造られているが、天文台構内古墳の周辺には高塚式の古墳は存在しない。
国立天文台三鷹キャンパス内には、旧石器時代から近世までの複合遺跡である天文台構内遺跡がある。もともとこの地域は豊かな湧水に恵まれており、水利に恵まれ生活に適した場所であった。

## 墳丘について
一辺27 - 28メートルの方墳の上に、直径約18メートル、高さ2.2メートルの円墳が乗った形の上円下方墳。もともと上円部の高さは3.7メートル程度あったものと推定されている。古墳の東側、北側、西側には最大幅7.5メートル、深さ1.8メートルになる周濠があるが、周濠の深さ、幅とも不整形である。なお、墳丘南側に周濠がめぐっているかどうかまだ不明である。
葺石については墳丘の一部に確認されている。かつては墳丘全体を覆っていたものと思われる。
墳丘は関東ロームや黒土を互い違いに突き固める版築工法で造成されていた。

## 古墳の主体部

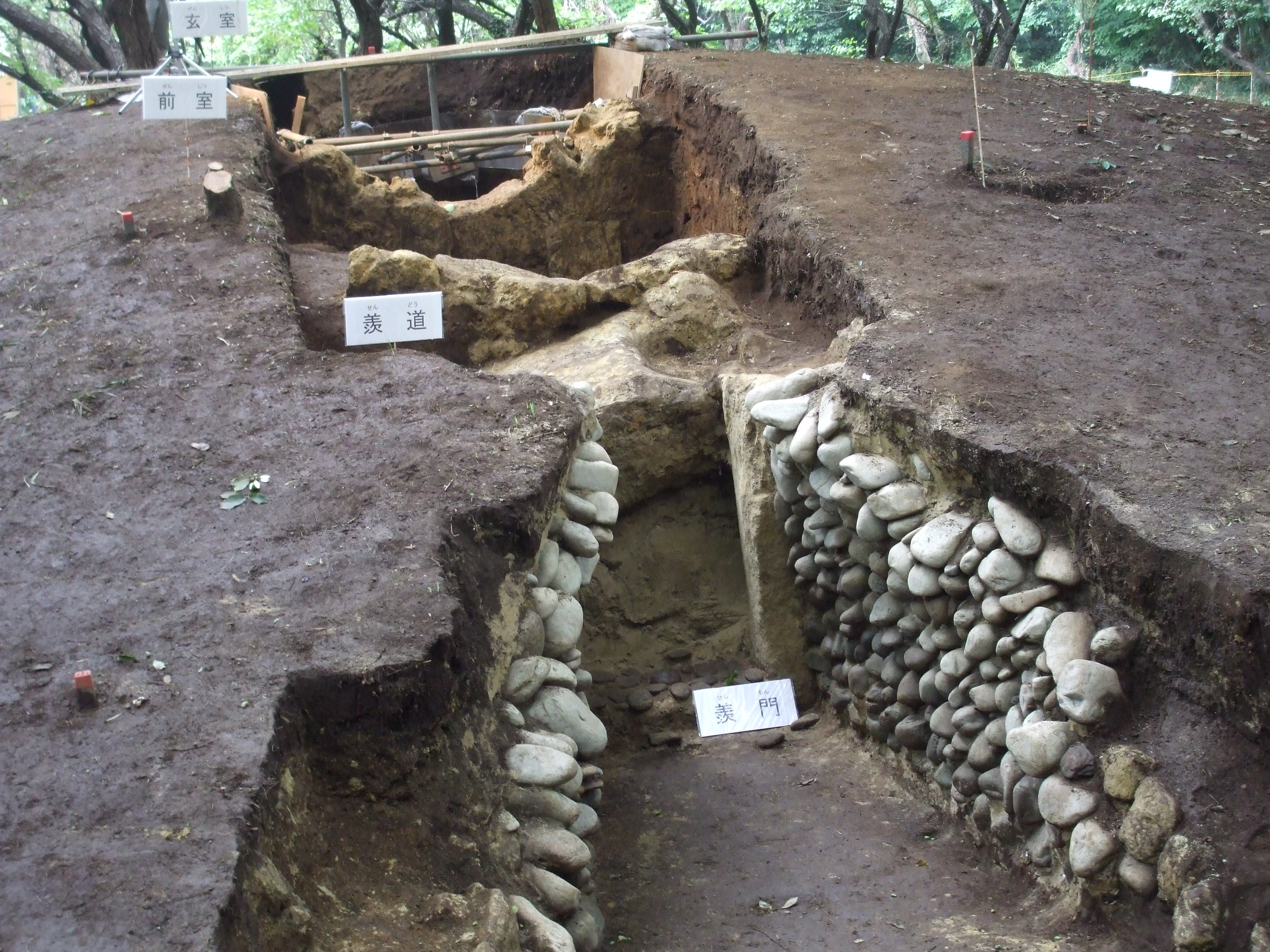
天文台構内古墳の墓前域と石室上部。

天文台構内古墳の主体部は、羨道、前室、玄室の三室構造の横穴式石室であり、全長は約6.9メートルである。墓前域は八の字に開き、玄室は丸みを帯びた胴張り形である。また石室は極めて軟らかいシルト岩を組み合わせて造られている。1970年（昭和45年）の発掘調査では、石室の床面は河原石で敷石がなされているのが確認されている。
これらの特徴は東京都多摩地区の終末期古墳である、府中市の武蔵府中熊野神社古墳や八王子市の北大谷古墳などと一致しており、特に武蔵府中熊野神社古墳との類似性が注目されるが、主体部基礎の掘り込み地業は約40センチメートルと、1.5メートル以上の掘り込み地業が行われていた武蔵府中熊野神社古墳との大きな違いもある。
1970年の発掘調査では玄室の存在が確認されておらず、2006年2月の発掘調査の結果、初めて胴張り形をした玄室の存在が明らかとなった。玄室部分の天井石は全て崩落しており、現在、玄室は埋まった状態になっている。2008年度には玄室内の発掘調査が行われた。

## 出土品
古墳の主体部の発掘がまだ終了していないため、現在のところ出土品は周濠、そして玄室から出土した須恵器と土師器のみである。玄室内から発掘された須恵器は7世紀第三四半期のものと見られ、石室の形態から判断される古墳築造時期とほぼ一致している。

## 古墳の特徴
天文台構内古墳の特徴としては、まず全国で4例目となる上円下方墳であることが挙げられる。石室の形態などから築造時期は7世紀半ばから後半にかけてと考えられている。約7.5キロメートル西側にある上円下方墳の武蔵府中熊野神社古墳との類似性が注目されるところであるが、古墳の規模などから判断すると、天文台構内古墳は多摩地区において、武蔵府中熊野神社古墳に次ぐ位置を占めた古墳であると考えられる。天文台構内古墳は石室の形態から、武蔵府中熊野神社古墳の少し後に築造されたと考える研究者が多い。
また天文台構内古墳は、八王子市の北大谷古墳や武蔵府中熊野神社古墳と同様の、複室・胴張り形の石室を持っており、このような特徴を持った多摩地域の終末期古墳は、同時期の他の多摩地域の古墳と比べて明らかに規模が大きく、多摩地域の首長の中でも有力者を葬る形式の古墳として定着していたものと考えられる。複室・胴張り形の石室は、九州地方北部の筑後地域の6世紀後半以降の古墳でよく見られる特徴であり、北部九州の古墳の影響を受けて6世紀末以降、武蔵北部や南武蔵の多摩川流域で複室・胴張り形の石室を持つ古墳の築造が始まったとの説も唱えられている。
天文台構内古墳の近隣には数多くの横穴墓があり、それら横穴墓が造られた時期は7世紀中ごろから後半以降とみられている。天文台構内古墳の被葬者は、横穴墓を造った集団を支配する地位にある、多摩地区でも有力な首長であったと考えられる。